# Boučkův statek
Boučkův statek je částečně roubená selská usedlost (tzv. pojizerský statek), která se nachází na levém břehu řeky Jizery v dolní části Malé Skály na adrese Vranové 1. díl číslo popisné 12 v okrese Jablonec nad Nisou v Libereckém kraji. Jedná se o nemovitou kulturní památku, zapsanou v rejstříku ÚSKP pod číslem 33665/5-65, která je v majetku obce Malá Skála.

## Popis stavby
Historická usedlost se nachází ve středu obce Malá Skála v těsné blízkosti silničního mostu přes řeku Jizeru. Jedná se o ucelený komplex někdejších obytných a hospodářských staveb. 

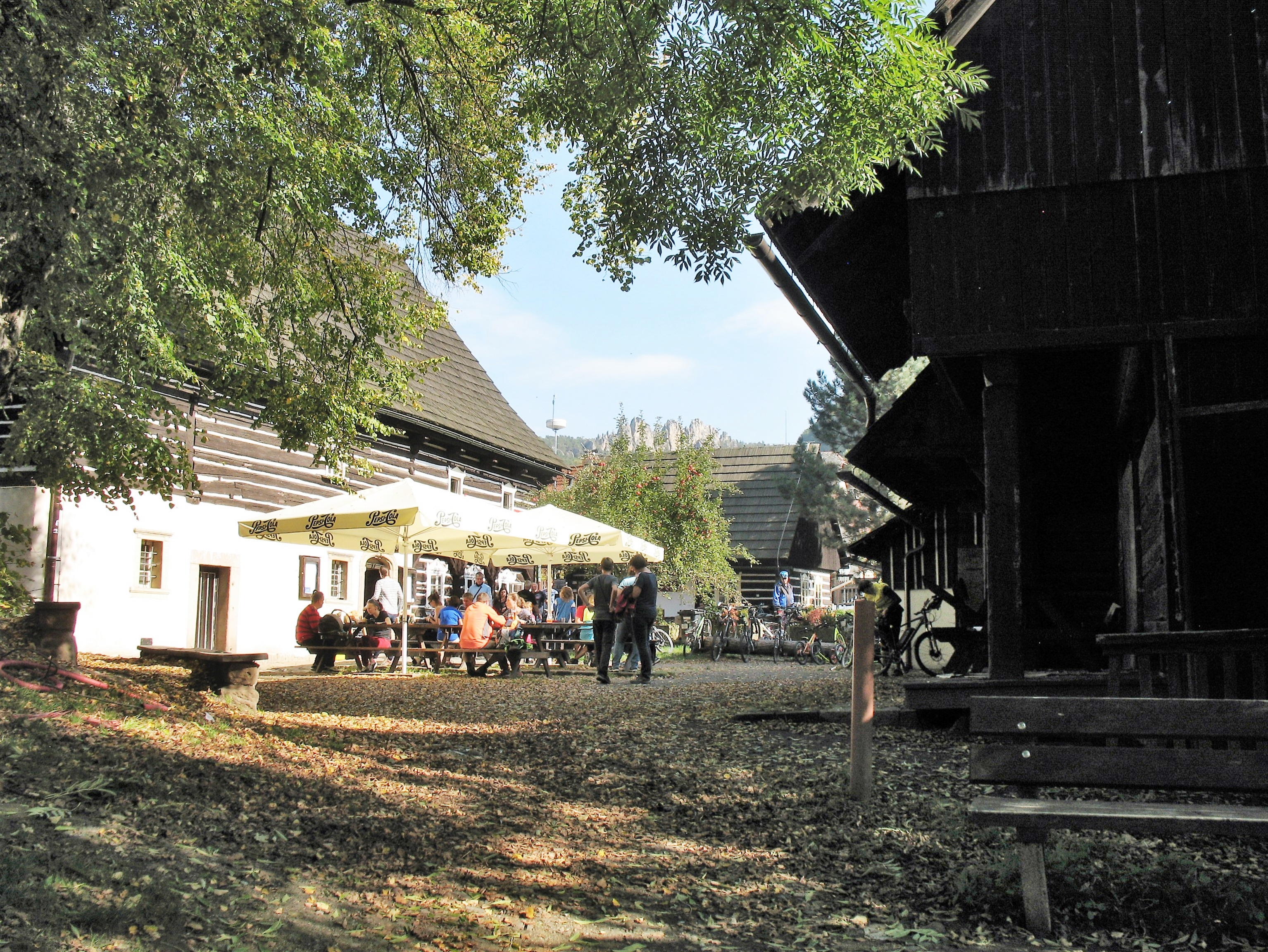
Areál statku: vlevo hlavní budova, uprostřed výměnek, vpravo stodola. Na obzoru v pozadí jsou Suché skály

Centrálním objektem je patrový dům, z větší části roubený, v jehož zděné části se nacházely chlévy a další hospodářské prostory. Přízemní roubenou část lemuje podstávka. Na protější straně areálu je velká stodola, zepředu prostranství uzavírá malý roubený výměnek.
V přízemí byla velká světnice (též „seknice“), hlavní obytná část domu, v níž se nacházely postele, prádelník neboli „veškostn“, lavice, stoly a židle. Byla zde také velká kachlová kamna, která částečně přesahovala do vedlejší místnosti, takzvané černé kuchyně, odkud se kamna vytápěla. Za černou kuchyní ve zděné části býval řeznický krámek (řezníci bydleli v nájmu až do začátku 20. století v protější roubené chaloupce – tzv. „vejměnku“). Vlevo od vstupní síně byly stáje a chlévy pro skot, koně a kozy. 
V patře byly další obytné místnosti – tzv. sváteční světnice, za ní nad řeznictvím ještě jeden pokoj s postelemi a nad chlévy se nacházela tzv. „babiččina komora“. Podlouhlá místnost v patře, kde je nyní expozice z historie Malé Skály, sloužila k uskladnění sena. Seno bylo skladováno i ve velké půdní prostoře nad hospodářskou částí, nad obytnou částí statku byly dvě půdy nad sebou. Budova byla kryta sedlovou střechou s vysokou členitou lomenicí, měla pískovcové ostění a empírově orámovaná okna.

## Historie

### Selský rod
Historická a kulturní hodnota Boučkova statku spočívá především v tom, že jeho podoba zůstala od přestavby v roce 1813 zachována prakticky bez jakýchkoli změn. Rodina Boučkových patřila k nejstarším selským rodům ve Vranovém, které bývalo samostatnou obcí a k Malé Skále bylo přičleněno až v roce 1953.V roce 1826 nechal Josef Bouček z čp. 12 ve Vranovém postavit sochu sv. Josefa. Jan Bouček, který byl po určitou dobu rychtářem obce Loučky, usiloval o ustanovení samostatné obce Vranové. Jeho syn Jaroslav, zvaný „Jaryk“ se stal v roce 1922 historicky prvním starostou Vranového.

### 20. a 21. století
Poslední majitelka statku zemřela v sedmdesátých letech 20. století. Nezanechala po sobě dědice ani poslední vůli a zchátralý statek tak přešel do majetku obce. Uvažovalo se dokonce o zbourání objektu, v 80. letech 20. století se však chátrající Boučkův statek dočkal rozsáhlé rekonstrukce (finance byly získány prostřednictvím televizní hry Mates) a v roce 1988 byl zpřístupněn veřejnosti.

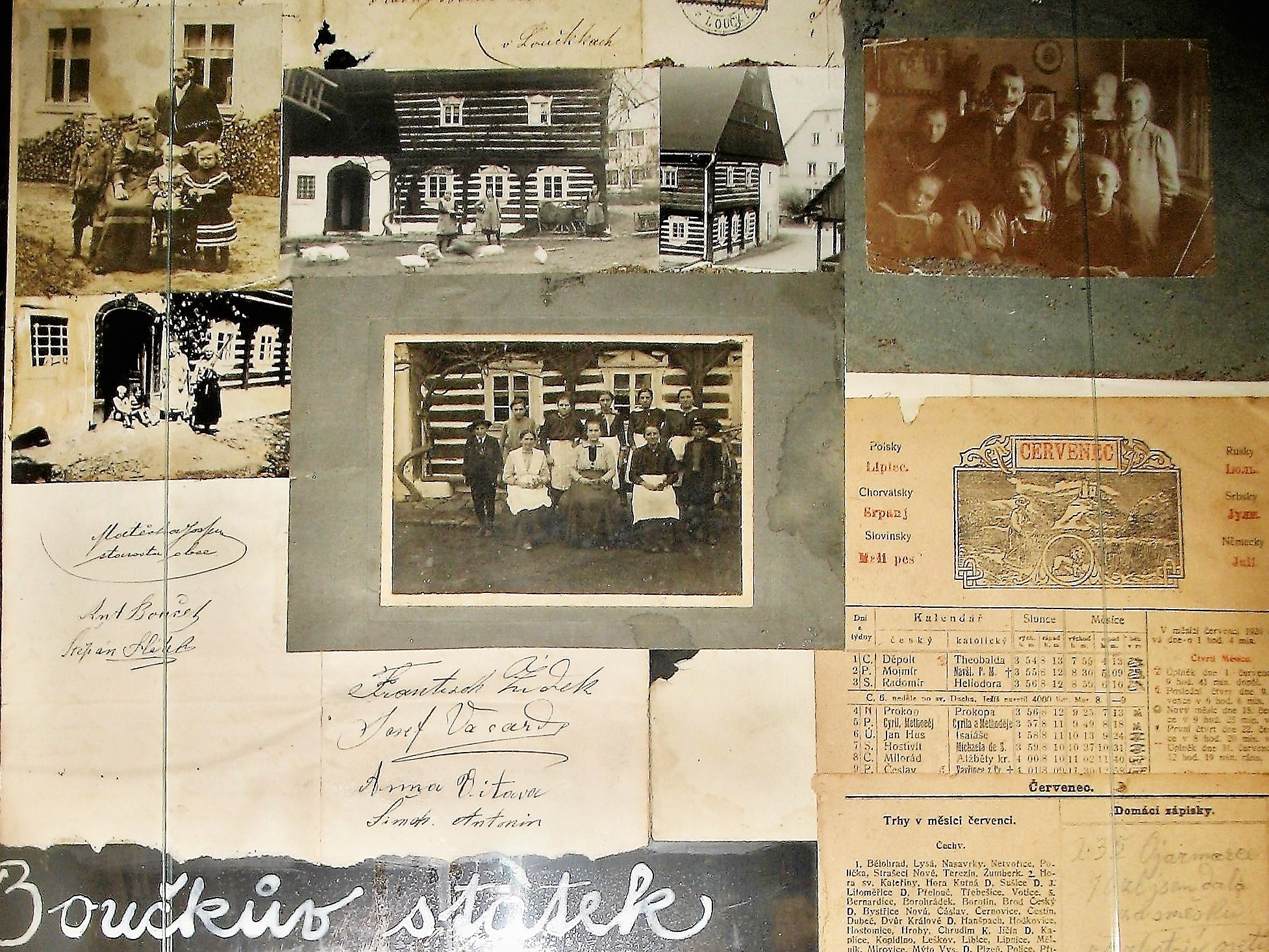
Dobové dokumenty, vystavené v historické expozici Maloskalské galerie

Zpočátku neexistovala jasná koncepce využití objektu. V prvním patře v tzv. prostoře „na klenutí“  byla nejdříve instalována historická expozice z dějin Maloskalska, která vznikla podle výtvarného návrhu akademického malíře Josefa Jíry.
Po listopadu 1989 byla založena společnost Arva Patria, která v přízemí někdejšího statku zřídila lidovou hospůdku a v půdním prostoru postupně vybudovala rozsáhlou galerii moderního umění, kde jsou vystavena díla 120 českých umělců první a druhé poloviny 20. století. Prostory v nejvýše položené části Maloskalské galerie pod krovy Boučkova statku jsou vyhrazeny expozici z díla Josefa Jíry.
V někdejším výměnku byla napřed trafika, později zde vznikl jako sezónní infocentrum tzv. „Infoshop Vejměnek“, kde je mj. kavárna, prodejna regionálních produktů a půjčovna koloběžek. Stodola slouží jako technické zázemí pro statek a obecní úřad. V období adventu a Vánoc je těchto prostorách vystavován betlém Josefa Jíry. Dvůr je v letních měsících využíván jako zahrádka místní restaurace a jsou zde pořádány také kulturní akce spojené s vernisážemi výstav.